# Famille Albrecht
 (septembre 2023).
Si vous disposez d'ouvrages ou d'articles de référence ou si vous connaissez des sites web de qualité traitant du thème abordé ici, merci de compléter l'article en donnant les références utiles à sa vérifiabilité et en les liant à la section « Notes et références ».
La famille Albrecht est une famille bourgeoise allemande.

## Personnalités
- Ursula Albrecht, présidente de la commission européenne et épouse d'Heiko von der Leyen dont elle prend le nom.

## Généalogie simplifiée
- Statius Albrecht (1603–1651), médecin
  - Johann Peter Albrecht (1651–1724), médecin
    - Johann Günter Albrecht (1676–1745), médecin (Oberlandphysicus) in Hildesheim
      - Johann Peter Albrecht (1703–1753), state councillor (Hof- und Regierungsrat) in the Electorate of Cologne
        - Johann Friedrich Albrecht (1737–1799), county governor of Isenhagen
          - Franz August Heinrich Albrecht (1766–1848), county governor of Syke
            - Karl Franz Georg Albrecht (1799–1873), state councillor and director-general of customs in the Kingdom of Hanover
              - George Alexander Albrecht (1834–1898), consul and cotton merchant in Bremen; married Baroness Louise Dorothea von Knoop (1844–1889)
                - Carl Albrecht (1875–1952), marchand de coton; married Mary Ladson-Robertson
                  - Carl Albrecht (1902–1965), medecin et psychologue
                    - George Alexander Albrecht (1935–2021), chef d'orchestre
                      - Marc Albrecht (1964–), chef d'orchestre

                    - Ernst Albrecht (1930–2014), directeur général de la commission européenne et Ministre président de la Basse-Saxe.
                      - Ursula von der Leyen (1958–), Présidente de la commission européenne
                      - Hans-Holger Albrecht (1963–), homme d'affaires

## Portraits

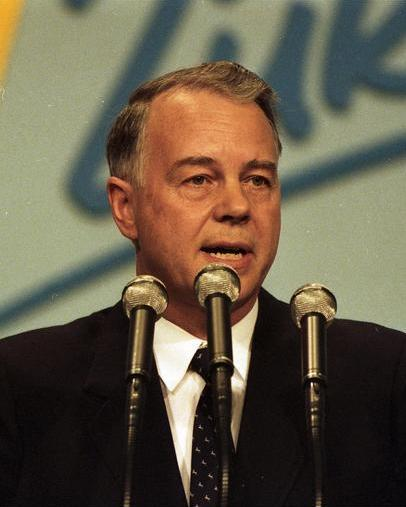
Ernst Albrecht
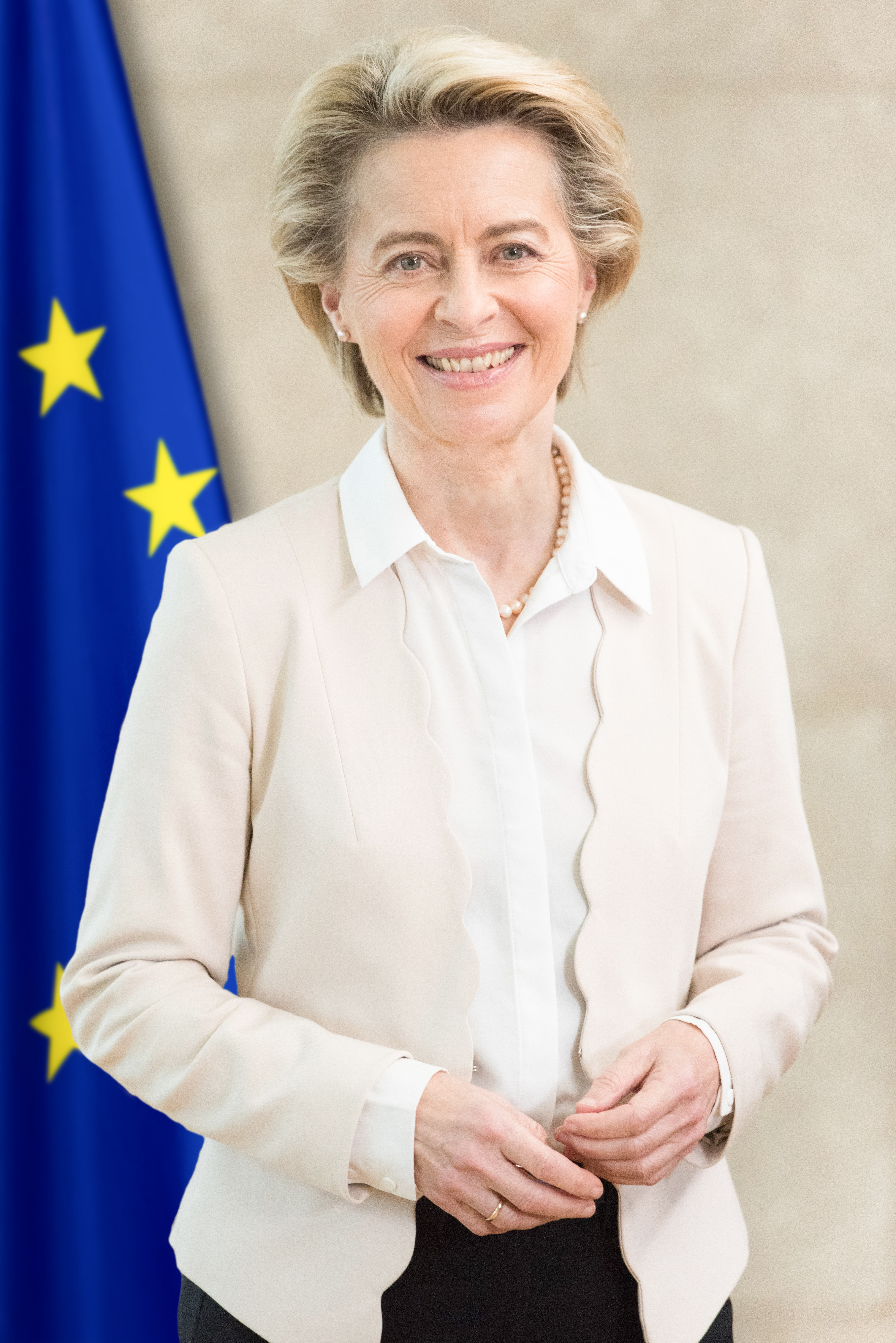
Ursula von der Leyen